# Ulrich Herter
Ulrich „James“ Herter (* 24. März 1952 in Reutlingen) ist ein deutscher Musiker, Sänger, Songwriter und Musikproduzent.

## Biografie
1977 startete Ulrich Herter seine musikalische Karriere als Mitglied der Band Zomby Woof. Gemeinsam mit seinem Freund Hubert Kemmler, der 1982 die Formation Hubert Kah gründete, betrieb er in den folgenden Jahren das Atlantis-Tonstudio im Gebäude der ehemaligen Fabrik Emil Adolff in Reutlingen.
1982 schrieb Herter mit Kemmler den NDW-Hit Sternenhimmel, der  Platz zwei der deutschen Single-Charts und Goldstatus erreichte. Des Weiteren landet Herter mit seinen Freunden Joachim „Daddes“ Gaiser (* 1956; † 2004), Thomas „Stibbich“ Dörr (* 1963) und Chutichai „Schuti“ Indrasen unter dem Namen Kiz mit Die Sennerin vom Königsee einen weiteren NDW-Hit, der 1983 Platz drei der deutschen Singlecharts belegte.
1985 gründeten Herter und Dörr das Pop-Duo Two of Us. Ihr größter Erfolg Blue Night Shadow stieg bis auf Platz fünf der deutschen Singlecharts. In den darauf folgenden Jahren war Herter unter anderem als Komponist für Nicki und Sandra (Innocent Love erreicht in sieben Ländern die Top 20 der Singlecharts) sowie als Produzent für Fools Garden tätig.
Zu seinen bekannten Werken zählt auch die Werbemusik zum Milka-Werbe-/Radiospot der Firma Kraft Foods Deutschland: Die schönsten Pausen sind lila. 1994 verlegte Ulrich Herter das Atlantis-Tonstudio nach Reutlingen-Sondelfingen, wo er bis heute auch lebt. Er arbeitet nach wie vor in der Musik- und Medienbranche.

## Diskografie (Auswahl)

### Singles
- 1982, Sternenhimmel, Hubert Kah, Musik und Text

DE:2
DE:Gold
Album: Meine Höhepunkte, DE:7
- 1982, Die Sennerin vom Königsee, Kiz, Gesang, Musik und Text

DE:3, AT:3, CH:3
- 1985, Blue Night Shadow, Two of Us, Gesang, Musik, Text und Produktion

DE:5, AT:14, CH:7
- 1985, Two of Us, Two of Us, Gesang, Musik, Text und Produktion

DE:36
- 1986, Generation Swing, Two of Us, Gesang, Musik, Text und Produktion

DE:47
- 1986, Innocent Love, Sandra, Musik und Text

DE:11, CH:14, FR:10, IT:7, NO: 6, SE: 18, IL: 4
Album: Mirrors, DE:16, CH:13, NO: 14, SE: 40
- 1996, Scary Monster, Hubert KaH, Musik und Text

Album: Best Of, DE:93
- 1999, Du Brichst mein Herz entzwei, Nicki, Musik und Text

Album: Zurück zu mir, AT: 45
- 2000, Suzy, Fool´s Garden, Produktion

DE:75
Album: For Sale
- 2001, Die Sennerin vom Königsee, Antonia feat. Sandra, Musik und Text

Album: Dirndlpower, DE:55, AT:5, CH:92
- 2005, Lifeline, Hubert KaH, Musik und Text

Album: Seelentaucher

### Alben
- 1977, Riding on a Tear, Zomby Woof
- 1983, Vom Königssee... in ferne Länder, Kiz
- 1985, Twice as Nice, Two of Us
- 1988, Inside Out, Two of Us

### Soundtrack
- 1985, Once Bitten (Einmal beißen bitte), Hauptrolle: Jim Carrey